# L'ora, il luogo e la ragazza
L'ora, il luogo e la ragazza (The Time, the Place and the Girl) è un film di genere commedia musicale del 1946 diretto da David Butler.